# Platynota flavedana
Platynota flavedana es una especie de polilla del género Platynota, tribu Sparganothini, subfamilia Tortricinae.

## Distribución
Se distribuye por Estados Unidos (Pensilvania, Florida).

## Taxonomía
Fue descrita por Clemens en 1860 y publicada en Proceedings of the Academy of Natural Sciences of Philadelphia 12: 348.